# Majed Al-Marshedi
Majed Al-Marshadi (arabul: ماجد المرشدي; Ha'il, 1984. november 1. –) szaúd-arábiai labdarúgó, az es-Sabáb hátvédje. A 2008–2009-es szezonban ő lett az Öbölállamok kupája legjobb játékosa.
Több mint 40-szer szerepelt a szaúd-arábiai labdarúgó-válogatottban, közte két 2010-es vb-selejtezőn.